# 家朋乡
家朋乡，是中华人民共和国安徽省宣城市绩溪县下辖的一个乡镇级行政单位。

## 行政区划
家朋乡下辖以下地区：
家朋村、汪家店村、富强村、幸福村、尚村、和阳村、党坑村和万莲水村。

## 家朋乡
家朋乡境内有2处安徽省文物保护单位：
- 许氏宗祠及听泉楼（4-67，古建筑，家朋乡磡头村，明清）
- 磡头节妇坊（6-48，古建筑，家朋乡磡头村,明）